# Webcam
Unter einer Webcam oder Webkamera versteht man eine Kamera, die in kurzen Intervallen Bilder, meist außerhalb von Gebäuden, aufnimmt, welche dann über eine Website öffentlich abrufbar sind. Außerdem wird so eine einfache Kamera bezeichnet, die Videobilder einer Person für einen Videochat oder Bildtelefonie überträgt. Dazu wird die Webcam über USB an den Rechner angeschlossen und in der Regel auf den Benutzer ausgerichtet. In Laptops ist die Webcam meist oberhalb des Bildschirmes eingebaut. Klassische Webcams werden zunehmend durch Front-Kameras in Smartphones und Tabletcomputern ersetzt.

## Webcams auf Webseiten

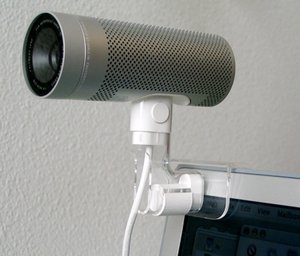
Apple iSight

Der Begriff Webcam geht auf Webseiten zurück, auf denen regelmäßig aktualisierte Bilder angeboten werden. Bei vielen Webcams wird das Bild nur in längeren Abständen (z. B. alle 15 Minuten) aktualisiert; manche Webcams bieten tatsächlich eine Art Live-Stream. Webcams werden häufig durch Firmen, öffentliche Einrichtungen oder mittlerweile auch Privatpersonen angeboten, die über einen schnellen und ständig verfügbaren Internetanschluss verfügen. In den 1990er-Jahren kamen dafür nur Standleitungen in Betracht; seither genügt aber auch ein DSL-Anschluss. Die Motive für den Betrieb einer Webcam sind unterschiedlich: von der reinen Hobbyausübung (z. B. zum Chatten in Webchats), Exhibitionismus, Werbung bis zu rein finanziellen Interessen. Dargestellt werden die unterschiedlichsten Inhalte: öffentliche Orte, Büroarbeitsplätze, Privatwohnungen, Sexualakte, Baustellen und vieles andere.
Die Technik ist inzwischen preiswert und weltweit verbreitet. Das erlaubt Einblicke in das Privatleben von Menschen, die sich oftmals rund um die Uhr von einer Webcam überwachen lassen (Voyeurismus, Exhibitionismus). Neben diesen Zweck lassen sich Webcams auch als Überwachungskamera verwenden. Auch kommerzielle Anwender ziehen Nutzen aus dem Angebot von Webcams: Neben der Bereitstellung kostenpflichtiger Webcams (z. B. mit pornographischen Inhalten) können diese zum Marketing verwendet werden. So verwendet die Tourismusindustrie zunehmend Webcams, um potentiellen Kunden ein aktuelles Bild des Urlaubsortes zu zeigen. Webcam-Models auf Webseiten mit pornografischen Inhalt werden auch als Camgirl bzw. Camboy bezeichnet. Virtueller Sexualaustausch über Technologien wie die Webcam wird auch Cybersex genannt.

## Weitere Einsatzgebiete
Auch zur Fern-Körpervermessung werden Webcams eingesetzt, mit denen das Körpermaß eines Interessenten erfasst und anschließend eine Kaufempfehlung gegeben wird. Damit soll der Onlinekauf von Kleidungsstücken vereinfacht werden. Des Weiteren fanden Webcams auch Eingang in die Popkultur, etwa mit der Website Chatroulette oder Omegle im Jahr 2009, Webseiten für Videochats. Hier können sich Nutzer mit unbekannten Personen über eine Webcam austauschen. Die Gesprächspartner ermittelt dabei ein Zufallsgenerator. Erhebliche Kritik erfuhr das Konzept von Chatroulette wegen vernachlässigter Jugendschutz-Bestimmungen. Ebenso können Webcams für Foto- und Videoaufnahmen offline verwendet werden.
Einige Webcams enthalten zudem Eye-Tracking-Funktionen, um die Augen zu verfolgen, oder spezielle Software zur Bewegungsverfolgung und -erkennung, Gestensteuerung oder Bewegungsaufzeichnung bis hin zum 3D-Scanner.

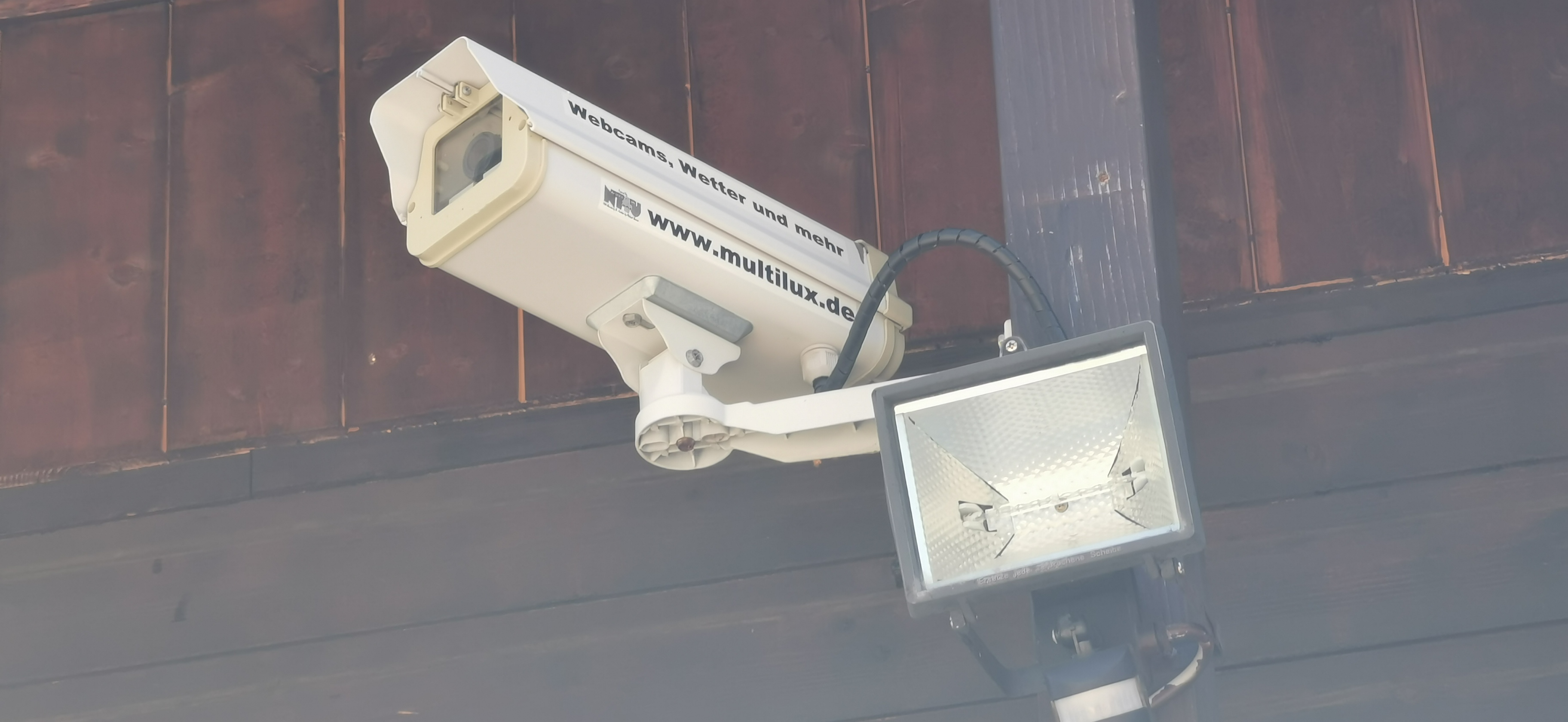
Webcam an der Oberen Firstalm (Bayern), deren Aufnahmen online angeboten werden

Für Werbemaßnahmen können Landschaften, Städte oder Almen online oder über das Fernsehen veröffentlicht werden. Des Weiteren gibt es kostenpflichtige Angebote für Cybersex über Webcams.
Im Bereich des Hackings kann die Webcam-Funktion missbraucht werden, um unwillentlich und geheim in die Privatsphäre einer Person einzudringen, an Informationen zu gelangen oder die Aufnahmen für eine Erpressung, einen Leak oder eine Racheaktion wie einen Racheporno zu verwenden. Da im Internet der Dinge nicht nur Computer Webcams enthalten, sind auch andere Systeme potenziell gefährdet.
Andererseits kommen Webcams auch bei zahlreiche Webanwendungen zum Einsatz, wo Menschen sich mit Hilfe von Webcams selbst zur Schau stellen. Dies geschieht teilweise aus kommerziellen Gründen und kann erotische Zurschaustellung beinhalten, wie z. B. bei Onlyfans.

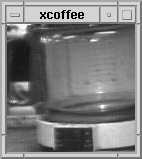
Kaffeemaschinen-Bild der Trojan Room Coffee Pot Camera

## Die erste Webcam
Als erste Webcam gilt die Trojan Room Coffee Pot Camera, die vom 11. November 1991 bis 2001 Bilder von einer Kaffeemaschine aus dem Computerlabor der Universität Cambridge an die Mitarbeiter und (ab November 1993) ins Web sendete. Nach einem Defekt der Kaffeemaschine im Frühjahr 2001 wurde sie für 3500 Pfund Sterling (10.452,72 DM) von dem Online-Magazin Spiegel Online ersteigert. Vom Hersteller Krups wurde sie repariert und konnte bis Sommer 2015 wieder durch zwei Webcams beobachtet werden.
Die erste handelsübliche Webcam war im Jahr 1994 die QuickCam von Connectix für ca. 100 US-Dollar. Sie bot eine Auflösung von 160 × 120 Pixeln bei 16 Grautönen (4 bit Farbtiefe) und einer Bildrate von 15 Bildern pro Sekunde. Sie wurde über den seriellen Port an einen Apple Macintosh oder über den Parallelport an einen PC angeschlossen.

## Rechtliche Grundlagen für den Betrieb einer Webcam
Bei der Aufnahme von Personen sind die Rechte am eigenen Bild sowie die Bestimmungen des Datenschutzes zu beachten. Mit einer Webcam dürfen ohne Einwilligung der Betroffenen keine Bild- und Tonaufnahmen gemacht werden, auf denen Personen identifiziert werden können. Das gilt auch für Merkmale, welche eine Identifizierung ermöglichen. Webcams im öffentlichen Raum unterliegen diesen Bestimmungen genauso wie solche, die lediglich innerhalb von Unternehmen oder Institutionen betrieben werden.
Um eine Webcam im öffentlichen Raum beständig zu betreiben, sollte man drauf hinweisen, dass diese keine Personen, sondern nur den sichtbaren öffentlichen Raum abbildet. Alle zu erkennenden Personen sind gemäß Kunst-Urhebergesetz § 23 nur Beiwerk.

## Das Produkt „Webcam“

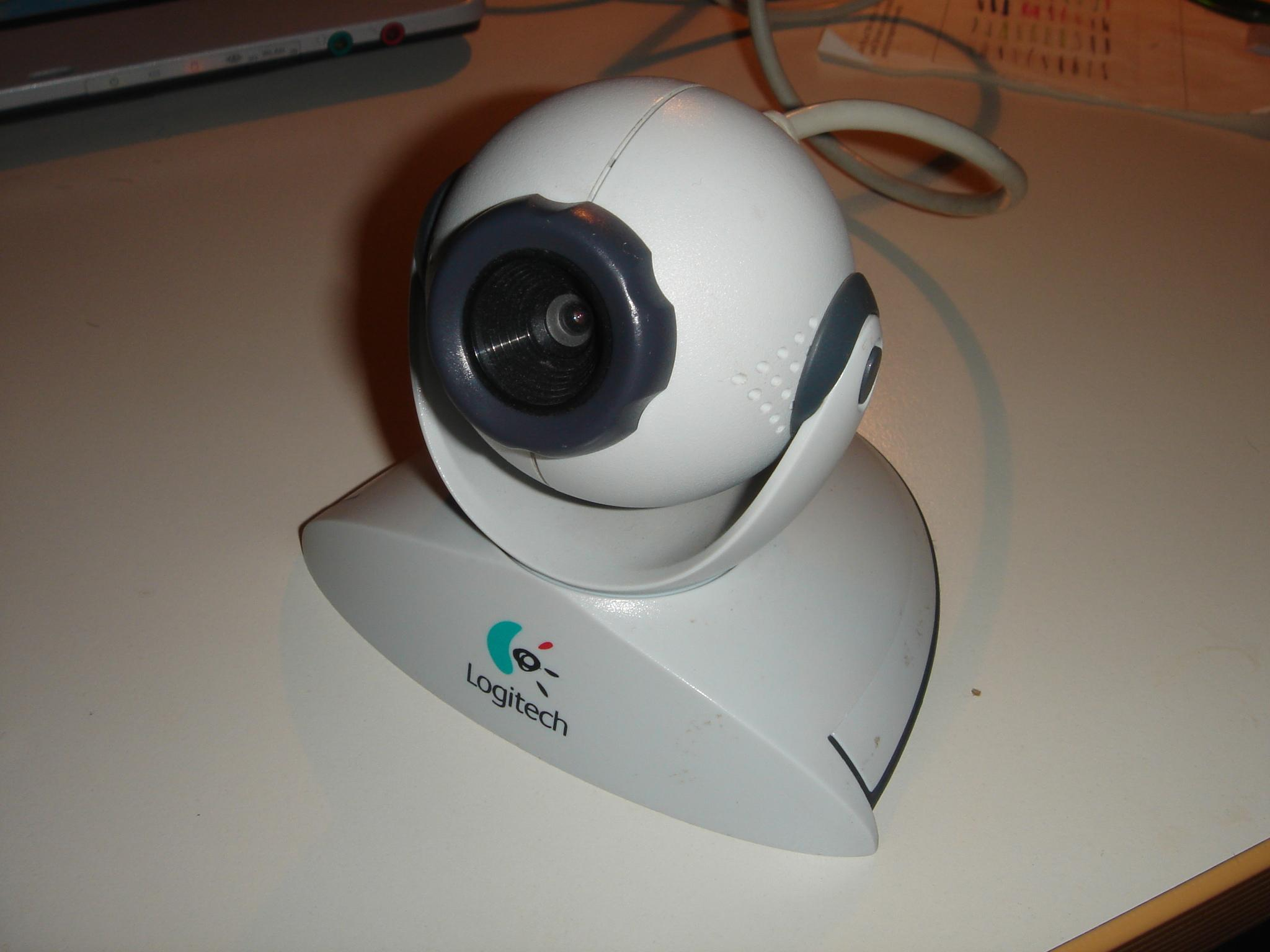
Webcam von Logitech (QuickCamPro)

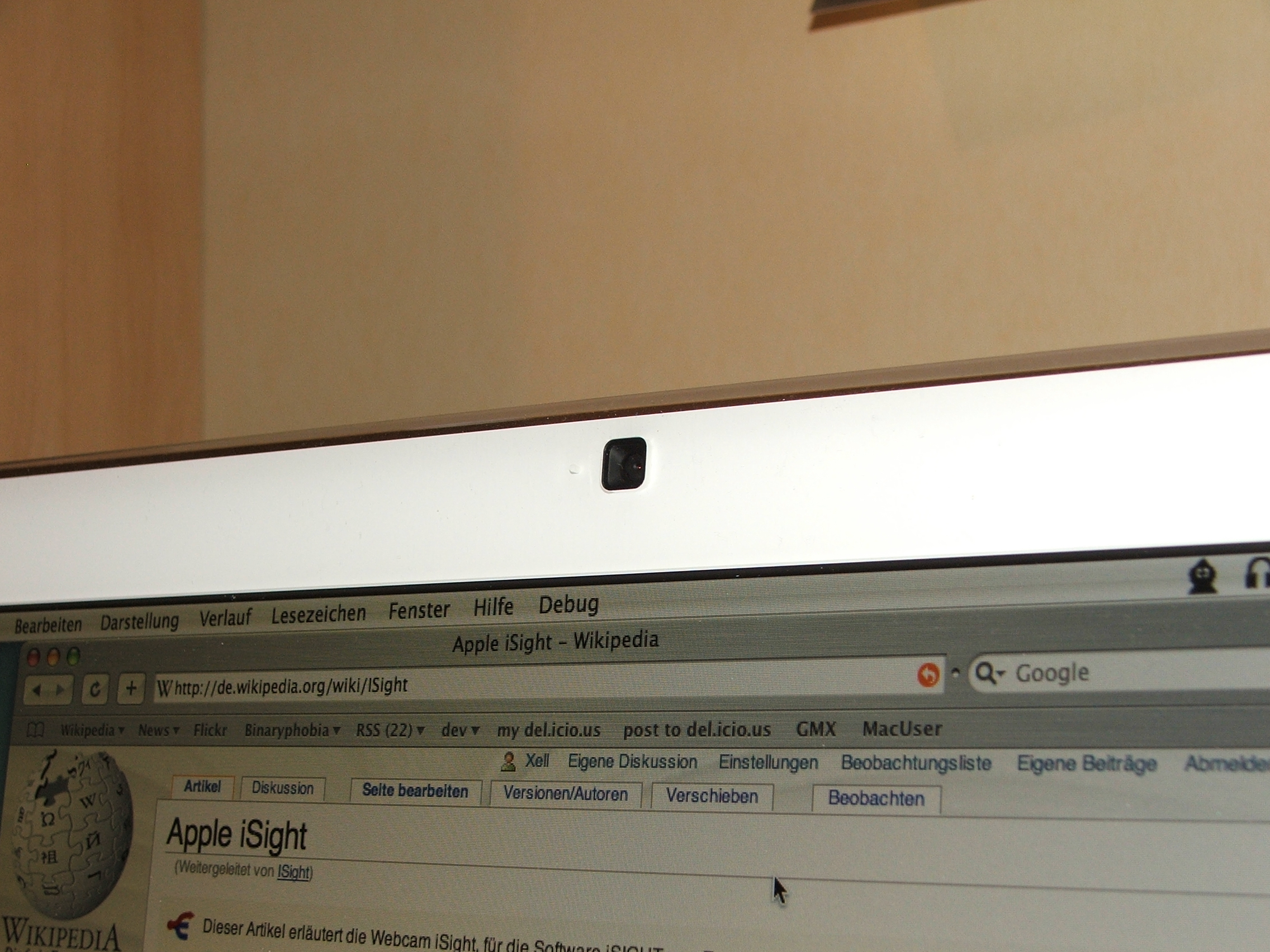
Integrierte Webcam eines iMac

Eine Webcam, Webkamera oder PC-Kamera bezeichnet üblicherweise eine eher niedrigpreisige Kamera zum Anschluss an den PC. Gewöhnlich kommt dabei die USB-Schnittstelle zum Einsatz. Neben der Verwendung zum Betrieb einer Webcam im Internet (s. o.) kommen Webkameras auch zu Zwecken wie z. B. Videokonferenzen zum Einsatz. Meist verfügen Webkameras nur über eine begrenzte Auflösung, z. B. 640 × 480 Pixel (VGA). Für die vorgesehenen Verwendungszwecke ist diese Auflösung in der Regel ausreichend. Weiterhin sind Webcams ein preisgünstiger Ersatz für die teuren CCD-Kameras in der Astrofotografie, aber auch für Aufnahmen durch ein Mikroskop sind sie geeignet. Von manchen Herstellern werden auch speziell für die Verwendung als Internet-Webcam ausgestattete Kameras angeboten (Netzwerkkameras), welche direkt per Internetprotokoll via Ethernet oder WLAN angebunden werden.
Wichtige Kriterien beim Kauf einer Webkamera sind z. B. Auflösung, Farbunterstützung und der verwendete Anschlussstandard (z. B. USB). Beim Einsatz für Videokonferenzen oder andere „Live“-Zwecke ist wichtig, wie viele Bilder pro Sekunde die Kamera aufnehmen kann. Häufig muss im Live-Betrieb die Auflösung reduziert werden, was die Verwendungsmöglichkeiten einschränkt. Bei Verwendung im Außenbereich sind sowohl die Bildqualität bei Nacht als auch die bei Starklicht oder direkter Sonneneinstrahlung (durch z. B. eine tief stehende Sonne) von Bedeutung. Auf Spielkonsolen können teilweise Webcam-Funktionen durch spezielles Zubehör nachgeliefert werden. Auf einer Xbox-Konsole geht dies zum Beispiel mit Kinect und auf einer PlayStation-Konsole mit EyeToy bzw. PlayStation Eye. Sie dienen darüber hinaus aber meist auf der Bewegungssteuerung- und Erfassung. Bekannte Hersteller von Webcams sind Logitech, Microsoft, AVer Information, Polycom, AUKEY, TeckNet, Havit und Lumens.

## Software
Für Webcams gibt es mehrere Software, die die Sicht des Webcambildes beeinflusst oder dabei hilft Webcamübertragungen aufzunehmen und zu bearbeiten. Hierzu gehören z. B. das Einfügen von Bildern, Hintergründen, Texten, visuelle Effekte und Animationen auf dem Webcambildschirm oder das Verändern der Video- und Audiospur. Bekannte Programme sind z. B. ManyCam oder YouCam von CyberLink. Die meiste Videoschnittsoftware unterstützt auch Webcam-Aufnahmen. Ebenfalls unterstützen einige Programme lustige Funktionen wie Face Swap, den Fake einer Webcamübertragung oder das Austauschen und Synchronisieren des Gesichts mit Tierfiguren (z. B. mit der Software FaceRig) oder Emojis (Animoji).  Ebenfalls gibt es Software um Überwachungs- und Spionagesysteme einzurichten oder die Webcam als Bewegungsmelder zu verwenden.